# La Traversée
La Traversée è un film d'animazione franco-ceco-tedesco del 2021 diretto da Florence Miailhe.

## Trama
In un paese immaginario dell'epoca contemporanea, una famiglia appartenente al popolo degli Yelzidi, costituita dai genitori, dalla figlia tredicenne Kyona e dal figlio dodicenne Adriel fugge dal suo villaggio dopo che questo è stato attaccato da miliziani ostili, e cerca di espatriare per rifugiarsi da parenti emigrati all'estero. Partono in treno, ma alla frontiera i genitori vengono fatti scendere dalla polizia; i figli, che si erano nascosti, si ritrovano da soli al capolinea.
Kyona viene scippata dalla sua borsa, che contiene il suo prezioso quaderno degli schizzi. I due fratelli inseguono i ladri, dei ragazzi di strada che portano il bottino al loro capo, Iskender, che impressionato dal coraggio di Kyona accetta lei e suo fratello nel gruppo.
Un giorno, in cambio della tolleranza dei suoi furti da parte della polizia, Iskender si trova costretto a cedere Kyona e Adriel a Jon, un funzionario corrotto che traffica in bambini, e che intende rivenderli a una coppia di ricchi borghesi senza figli. Dopo aver attraversato un fiume in una barca condotta da un passeur, Kyona e Adriel arrivano alla loro nuova casa, la cui padrona è un'attrice molto nota. La coppia cerca di far loro dimenticare il passato e le identità precedenti: vengono dati loro dei nuovi nomi e Adriel deve tingersi i capelli di biondo. Se Adriel accetta la sua nuova vita, questo non è il caso di Kyona. La coppia cerca allora di sostituire Kyona, ma tenendo Adriel. Quest'ultimo, avendo scoperto tutto ciò, aiuta la sorella a fuggire con lui nella foresta vicino alla casa, nella quale non vengono inseguiti dato che è considerata un posto stregato; tuttavia si perdono di vista.
La sera è molto fredda e comincia a nevicare. Kyona viene salvata da Babayaga, un'anziana donna che ha sul volto gli stessi tatuaggi di Iskender, caratteristici dell'etnia degli Skanderberg. Un giorno, Babayaga regala una spilla a Kyona, che dopo qualche tempo deve lasciare la sua benefattrice perché dei poliziotti sono venuti a domandare di lei.
Appena fuori dalla foresta, Kyona nota i baracconi di un circo, nel quale ritrova Adriel, travestito da ragazza. Viene accolta tra i circensi e partecipa agli spettacoli con suo fratello. La carovana si avvicina progressivamente al confine, ma i controlli si fanno sempre più stretti; allora Kyona e Adriel, a cui si aggiunge l'altro yelzide Erdewan (un ragazzo di bell'aspetto dai lunghi capelli biondi che ha un debole per Kyona) lasciano la carovana per cercare di passare il confine da soli, ma vengono arrestati e internati in un campo di concentramento, nel quale ritrovano Iskender. Kyona gli dà la spilla, sentendosi replicare che è uguale a quella che aveva la madre del ragazzo.
Un giorno, Kyona e Adriel tentano la fuga assieme ad altri ragazzi, ma Erdewan ci rimette la vita. All'uscita di una galleria, s'imbattono in Iskender e Jon, e comprendono che i due erano d'accordo fin dal principio; Iskender però rivela che sperava che ad essere presi fossero degli altri ragazzi, e quando Jon sta per portarli via con sé, Iskender uccide l'uomo con la spilla, permettendo così ai due fratelli di proseguire il loro viaggio verso un futuro migliore.

## Produzione
La sceneggiatura iniziò ad essere scritta nel 2006 all'abbazia di Fontevrault, dove Florence Miailhe fu invitata da Xavier Kawa-Topora tenere un corso residenziale. Si trattò in loco del primo corso sul cinema d'animazione, cosa che avrebbe portato qualche anno dopo alla fondazione della NEF Animation. Nel 2010, il progetto fu l'argomento di una mostra presentata a Fontevraud, al Festival internazionale del film d'animazione di Bruxelles e al Festival Premiers Plans d'Angers, dove il copione, scritto assieme a Marie Desplechin e letto da Ariane Ascaride, vinse il premio per la migliore sceneggiatura. 
Florence Miailhe s'ispirò alla sua storia famigliare e ai quaderni di schizzi di sua madre, la pittrice Mireille Miailhe, ma anche al dramma contemporaneo dei migranti, puntualmente documentato da suo marito, il fotografo Patrick Zachmann.
Ci vollero dieci anni perché la produttrice Dora Benousilio raccogliesse i fondi necessari per sviluppare il progetto. Il film è realizzato animando delle pitture a olio, tecnica nella quale Florence Miailhe si è specializzata. 
La realizzazione del film, coprodotto da Francia, Germania e Repubblica Ceca, fu suddivisa tra diversi studi: la XBO Films a Tolosa, la Balance Film a Dresda e la Maur Films a Praga. Cominciò con la realizzazione a Tolosa di oltre 500 sfondi, affidati a dieci decoratrici. Quattordici animatrici e un animatore lavorarono poi simultaneamente sotto la direzione di Florence Miailhe nei tre paesi, dove furono costruiti quattordici banchi per l'animazione. La realizzazione durò tre anni.
La musica fu composta da Philippe Kumpel e registrata in Germania. La voce narrante della versione francese è quella della stessa Florence Miailhe nella versione francese, e di Hanna Schygulla nella versione tedesca. 
Nel 2017 la sceneggiatura, accompagnata dalla proiezione degli sfondi realizzati a Tolosa, fu oggetto di una lettura pubblica all'abbazia di Fontevraud da parte di Isabelle Carré, in seguito alla quale La Traversée fu premiata dalla Fondazione Gan per il cinema. Nel 2019, il film fu presentato come work in progress al Festival internazionale del film d'animazione di Annecy, dove nel 2021 ottenne la menzione della giuria come lungometraggio.

## Distribuzione
Il film fu proiettato al Festival internazionale del film d'animazione di Annecy il 16 giugno 2021 e fu distribuito nelle sale cinematografiche francesi il 29 settembre 2021. In Germania uscì al cinema il 20 gennaio 2022.
In Italia il film fu proiettato al Torino Film Festival nel 2021, alla manifestazione Rendez-vous avec le nouveau cinéma français di Roma tra il 30 marzo e il 4 aprile 2022 e al Future Film Festival di Bologna l'8 dicembre 2022. Dal febbraio 2023 è stato distribuito in streaming da MUBI, in versione sottotitolata.

## Critica
Secondo Télérama si tratta di «una struggente odissea di bambini migranti, come usciti da un quadro di Chagall». Florence Miaihle utilizza la pittura su vetro per ogni piano secondo una tecnica d'animazione molto particolare.
Partendo dalla sua storia famigliare in cui da una parte i suoi nonni, ebrei ucraini, conobbero i pogrom e l'esilio agli inizi del XX secolo e dall'altra, per sfuggire al terrore nazista, i suoi genitori dovettero incamminarsi lungo le strade per raggiungere la zona libera, i personaggi creati da Florence Miailhe potrebbero essere allo stesso modo ebrei, afghani, siriani o maliani. Si tratta dell'eterno vagare dei profughi in un'Europa assieme atemporale e immaginaria, e tuttavia così attuale. La realtà del passato ma anche quella del presente.
In un'intervista a France Culture, la regista disse: «I bambini hanno quest'energia con cui cercano di superare tutto quello che capita loro e andare avanti, tutto il tempo». 

## Riconoscimenti
- 2010 – Festival Premiers Plans d'Angers
  - Premio per la migliore sceneggiatura[16]
- 2021 – Festival internazionale del film d'animazione di Annecy
  - Menzione della giuria per un lungometraggio[17]
- 2021 – Festival del nuovo cinema di Montréal
  - Premio Audentia alla miglior regia
  - Premio Innovazione Daniel Langlois[17]
- 2021 – Festival Animest di Bucarest
  - Premio al miglior film[17]
- 2021 – Festival Animation is Film di Los Angeles
  - Premio della giuria[17]
- 2021 – Bucheon International Animation Festival (BIAF), Coréa del Sud
  - Gran premio
  - Premio del pubblico
  - Premio "Diversità"[17]
- 2021 – Future Film Festival
  - Secondo classificato ex aequo[17]
- 2022 – Premi César
  - Candidatura a Miglior film d'animazione[17]
- 2022 – Rendez-vous avec le nouveau cinéma français, Roma
  - Premio France 24[17]